# 임진강 전투 (1592년)
임진강 방어선은 임진왜란 시기이던 1592년 6월 27일 경기도 연천군 임진강 유역에서 조선의 한양 수복 계획 중 하나였으나, 왜군에게 패배하면서, 임진강 방어에 실패하고, 선조가 의주로 파천하는 계기를 맞게되고 훗날 이 패배는 10만 조선 대군이 1600에 일본군에게 패배하는 결과를 낳았다.

## 개요
왜군의 한양수복 및 북쪽으로의 진군을 막기위해 선조는 한강 방어에 실패한 김명원에게 죄를 묻는 대신, 한응인과 신할을 보내 김명원에게 임진강 방어를 명한다. 신할은 탄금대 전투에서 패사한 신립의 동생으로, 형을 닮아 용맹했으나 성격이 급했고, 한응인은 문관 출신으로, 윤두수의 추천을 받았는데, 추천 이유가 얼굴에 복이 가득해서였다. 하지만 김명원이 잘못된 보고로 신각을 죽게 하는 등 무능한 모습을 보이자 한응인과 신할에게 김명원의 지휘를 따르지 말라 명한다. 어느 날 가토 기요마사의 부대가 후퇴하는 모습을 보이자, 신할과 한응인은 이들을 추격해야고 주장했다. 김명원은 이것이 적의 유인술이라 생각했지만, 지휘권이 없었기 때문에 이들을 말릴 수도 없었다. 유극량을 비롯한 장수들이 반대했지만 신할과 한응인은 이들이 왜군을 무서워한다는 이유로 목을 베었고, 유극량의 차례가 되자, 유극량은 "제가 어찌 죽음을 피하려는 것이겠습니까? 단지 나랏일을 그르칠까 두려웠을 따름입니다. "하고 먼저 강을 건넜고, 곧이어 신할도 건넜다. 하지만 이것은 왜군의 유인술이었고, 신할과 유극량은 전사한다. 이로 인해 임진강 방어선이 붕괴되었고, 선조가 의주파천을 하게 되는 영향을 끼친다.

## 같이 보기
- 한응인
- 김명원
- 선조
- 임진왜란
- 의주파천